# Copa del Carib de la CONCACAF
La Copa del Carib de la CONCACAF (en anglès: CONCACAF Caribbean Cup) és una competició futbolística anual organitzada per la CONCACAF. És disputada per clubs membres de la Caribbean Football Union (CFU) i serveix com a classificació per a la Copa de Campions de la CONCACAF.
El 21 de setembre de 2021 la CONCACAF anuncià plans per expandir la Lliga de la CONCACAF de futbol de 16 a 27 equips. Això provocà canvis en els diversos campionats regionals que servien de classificació. La Copa del Carib començà el 2023 i és successora directa del Campionat de clubs de la CFU que es disputà entre 1997 i 2022. Els tres millors clubs de la competició es classifiquen per la Copa de Campions.
Resum dels principals campionats de la CONCACAF de clubs:
| Continentals | Continentals                                                                                        | Continentals                                                                                    |
| --- | --------------------------------------------------------------------------------------------------- | ----------------------------------------------------------------------------------------------- |
| Campionat de la CCCF (1959-1961) Lliga/Copa de Campions (1962-avui) Recopa de la CONCACAF (1991-1998) Copa Gegants de la CONCACAF (2001) | |                                                                                                 |
| Amèrica del Nord | Amèrica Central                                                                                     | Carib                                                                                           |
| Superlliga Nord-americana (2007-2010) Campeones Cup (2018-avui) Leagues Cup (2019-avui)                                                  | Copa Interclubs UNCAF (1971-2007) Lliga de la CONCACAF (2017-2022) Copa Centreamericana (2023-avui) | Campionat de clubs CFU (1997-2022) Caribbean Club Shield (2018-avui) Copa del Carib (2023-avui) |

## Format
A la competició hi prenen part deu equips, vuit dels quals són els dos primers classificats de les 4 principals lligues de la regió.
- 2 clubs de la  República Dominicana
- 2 clubs de  Haití
- 2 clubs de  Jamaica
- 2 clubs de  Trinitat i Tobago
- 2 clubs de la Caribbean Club Shield

Els deu equips es divideixen en dos grups de cinc, enfrontant-se tots contra tots a doble volta. Els dos campions de cada grup s'enfronten en una eliminatòria fina.

## Historial
Font:
| Temporada | Campió       | Resultat | Finalista   | Tercer       | Resultat | Quart           |
| --------- | ------------ | -------- | ----------- | ------------ | -------- | --------------- |
| 2023      | SV Robinhood | 1-0, 2-0 | Cavalier FC | Moca FC      | 2-1, 1-1 | Harbour View FC |
| 2024      | Cavalier FC  | 1-0, 1-2 | Cibao FC    | Real Hope FA | 1-0, 3-2 | Moca FC         |